# Джон Фарей

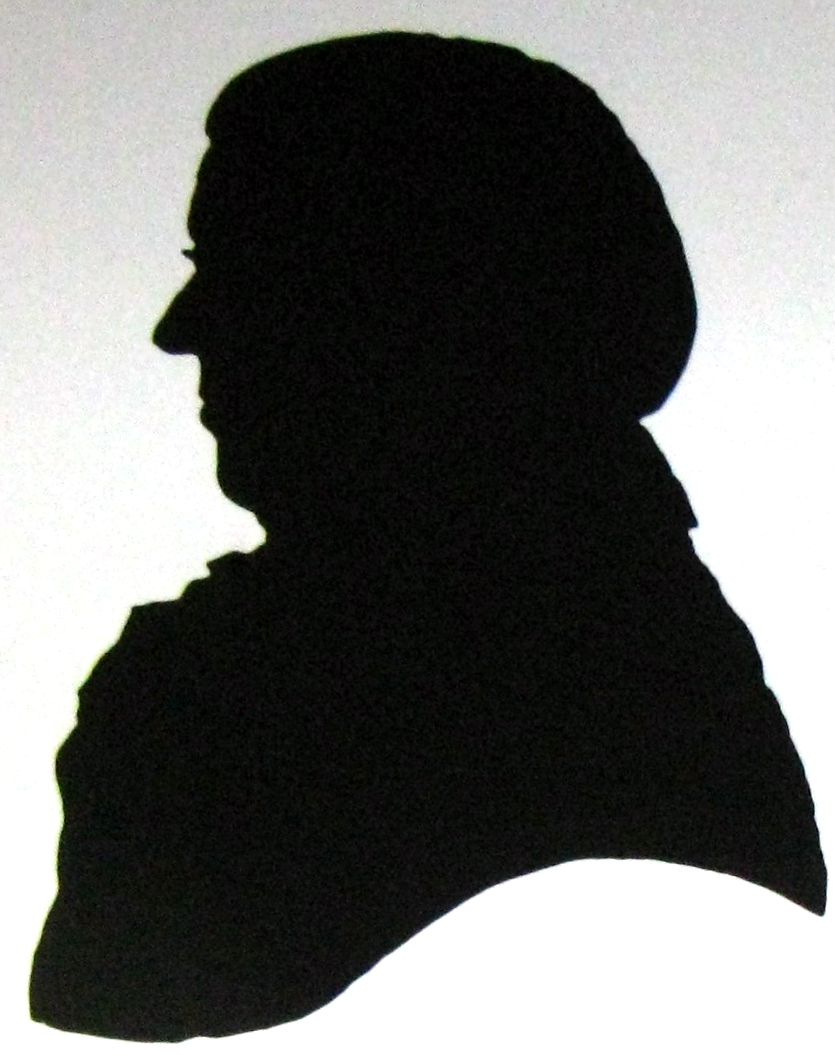
Силует Джона Фарея, намальований його другом Вайтом Ватсоном, що зберігається в Художній галереї Дербі. Поряд з портретом знаходиться QR-код, що веде на цю статтю різними мовами

Джон Фарей (Фері) (англ. John Farey, 1766 — 6 січня 1826) — англійський геолог, метеоролог, метролог та письменник. Найбільш відомий своїм математичним концептом і послідовністю, що була названа на його честь.

## Біографія
Джон Фарей народився у Вобурні (Бедфордшир). Навчався у Галіфаксі (Йоркшир). Виявивши надзвичайну схильність до математики, малювання і геодезії, був помічений Джоном Смітоном, провідним англійським інженером того часу.
Відучившись, Фарей переїхав до Лондона, де жили його родичі, і працював там протягом декількох років, впродовж яких познайомився і одружився з Софією Х'юберт (Sophia Hubert). В Лондоні народилася їх перша дитина, пізніше у них було ще вісім, двоє з яких померли в дитинстві.
У 1792 році Джон був призначений агентом герцога Френсіса Бедфордського в його Вобурнському маєтку. Після смерті герцога в 1802 році Фарей коливався між еміграцією або поселенням на фермі. Зупинившись на другому, він оселився у Вобурні як консультант-землемір і геолог. На його вибір значною мірою вплинуло знайомство з Вільямом Смітом, який в 1801 році був прийнятий найнятий герцогом для робіт по осушенню й іригації.
В 1805 році Джон Фарей змінив Артура Юнга на посаді секретаря Смітфілдського клубу. Його роботи з геодезії дозволяли йому подорожувати графством, досліджуючи маєтки землевласників, які замовляли його послуги, або досліджувати мінерали, які вони мали. Ці його роботи з економічної геології знадобилися під час Промислової революції для пошуку нових покладів вугілля і металевих руд.
Помер в Лондоні. Його вдова пропонувала геологічну колекцію чоловіка Британському музею, але той відмовився, внаслідок чого колекція була розосереджена.

## Творчість
Фарей був плідним письменником. Професор Х'ю Торренс знайшов близько 270 його записів, вчетверо більше, ніж зазначено в «каталозі наукових паперів» Королівського товариства. Фарей писав на різноманітні теми, починаючи від садівництва до геології, металургії, метрології, переходу на десяткову валюту, музики і математики і закінчуючи пацифізмом.
Вніс суттєвий внесок у «Rees's Cyclopædia»: статті про канали, з мінералогії, геодезії, кілька статей про наукову та математичну основи звуку.
У 1809 році Фарей зустрівся з Вільямом Мартіном, який опублікував роботу про дербіширські корисні копалини, для того, щоб з'ясувати, чи можуть вони разом зробити геологічну карту Дербішира. Проте Мартін вже був важко хворий і помер наступного року, відтак цей проект лишився нездійсненим.
Найвідоміша робота Фарея — «Загальний огляд землеробства і мінералів Дербішир»(англ. General View of the Agriculture and Minerals of Derbyshire, 3 томи, 1811-17) — для Міністерства землеробства.